# نرجسية خبيثة

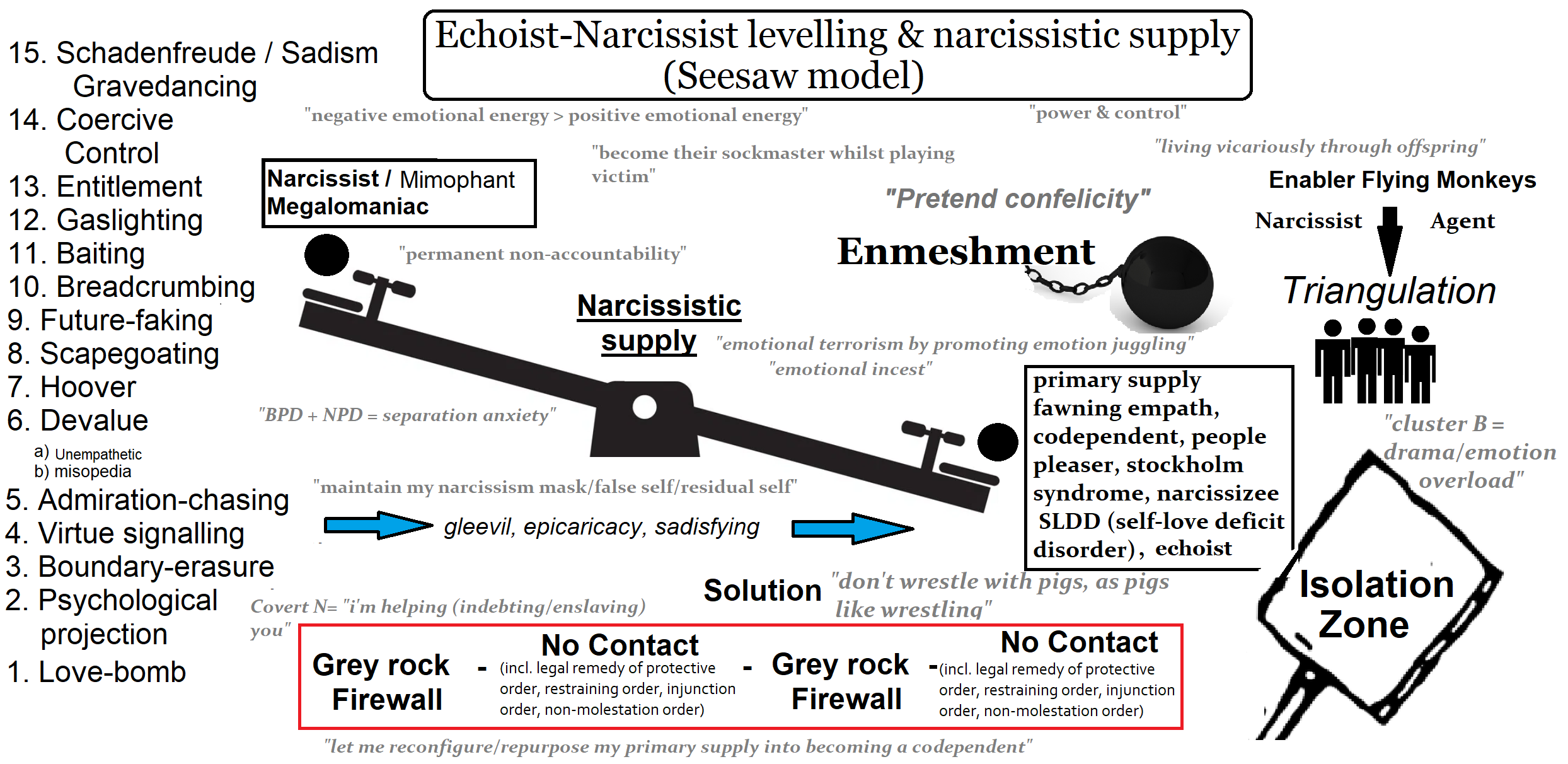
نموذج جنون العظمة النرجسية المتأرجحة

النرجسية الخبيثة (بالإنجليزية: Malignant narcissism)‏ هي متلازمة نفسية تتألف من مزيج شديد من النرجسية، واضطراب الشخصية المعادية للمجتمع، والعدوان، والسادية، وغالبا ما يكون لدي المصاب شعور بالعظمة، وعلى استعداد دائم لرفع مستويات العداء، والمصابون بالنرجسية الخبيثة دائما ما يقوضون المنظمات التي يعملون فيها، و يجرد الأشخاص الذين يرتبط بهم من إنسانيتهم.
النرجسية الخبيثة هي فئة تشخيصية تجريبية مفترضة. بملاحظة أن اضطراب الشخصية النرجسية يوجد في الدليل التشخيصي و الإحصائي للاضطرابات العقلية ( DSM -IV -TR ) ، في حين أن النرجسية الخبيثة لا توجد به. ونتيجة لكونها متلازمة افتراضية، فإن النرجسية الخبيثة يمكن أن تشمل جوانب من اضطراب الشخصية النرجسية، وكذلك جنون العظمة. وقد تم التأكد من أهمية النرجسية الخبيثة والإسقاط كآلية دفاع في جنون العظمة.

## وصلات خارجية
- Narcissism and co-morbidity with other disorders